# Ariadna septemcincta
Ariadna septemcincta là một loài nhện trong họ Segestriidae.
Loài này thuộc chi Ariadna. Ariadna septemcincta được Arthur T. Urquhart. miêu tả năm 1891.